# Dihammaphora brevis
Dihammaphora brevis là một loài bọ cánh cứng trong họ Cerambycidae.